# Sebastián Athié
Sebastián Athié (ur. 26 lipca 1995 w Santiago de Querétaro, zm. 4 lipca 2020 w Buenos Aires) – meksykański aktor i piosenkarz, grał rolę Lorenzo Guevary w serialu młodzieżowym Jedenastka.

## Życiorys
Urodził się w Santiago de Querétaro, później zamieszkał w Buenos Aires. Miał dwóch starszych braci.
Popularność przyniosła mu rola Lorenzo Guevary, młodego piłkarza w serialu Jedenastka, którego grał w latach 2017–2019. W 2018 razem z innymi aktorami z Jedenastki nagrał dwie piosenki promujące drugi sezon serialu – Juega con el corazón i Atrápame si puedes. Na koncie miał także kilka coverów oraz własnych singli, nagranych solo lub też w duecie z innymi wokalistami.
Zmarł 4 lipca 2020 w Buenos Aires na zawał serca. O jego śmierci poinformowało Narodowe Stowarzyszenie Aktorów Meksyku, jak i wiele stron internetowych.

## Filmografia
- 2017–2019: Jedenastka jako Lorenzo Guevara

## Single
| Rok  | Tytuł                  | Uwagi                |
| ---- | ---------------------- | -------------------- |
| 2017 | „Loco Enamorado”       | cover                |
| 2018 | „Juega con el corazón” | z serialu Jedenastka |
| 2018 | „Atrápame si puedes”   | z serialu Jedenastka |
| 2018 | „Bella y sensual”      | -                    |
| 2018 | „Hasta Que Vuelvas”    | -                    |
| 2019 | „Consejo De Amor”      | cover                |
| 2019 | „Enloqueciendo”        | -                    |

## Nagrody i nominacje
| Rok  | Nagroda                       | Kategoria                 | Serial     | Rezultat  |
| ---- | ----------------------------- | ------------------------- | ---------- | --------- |
| 2017 | Kids’ Choice Awards Argentina | Ulubiony czarny charakter | Jedenastka | Nominacja |